# Ilha artificial

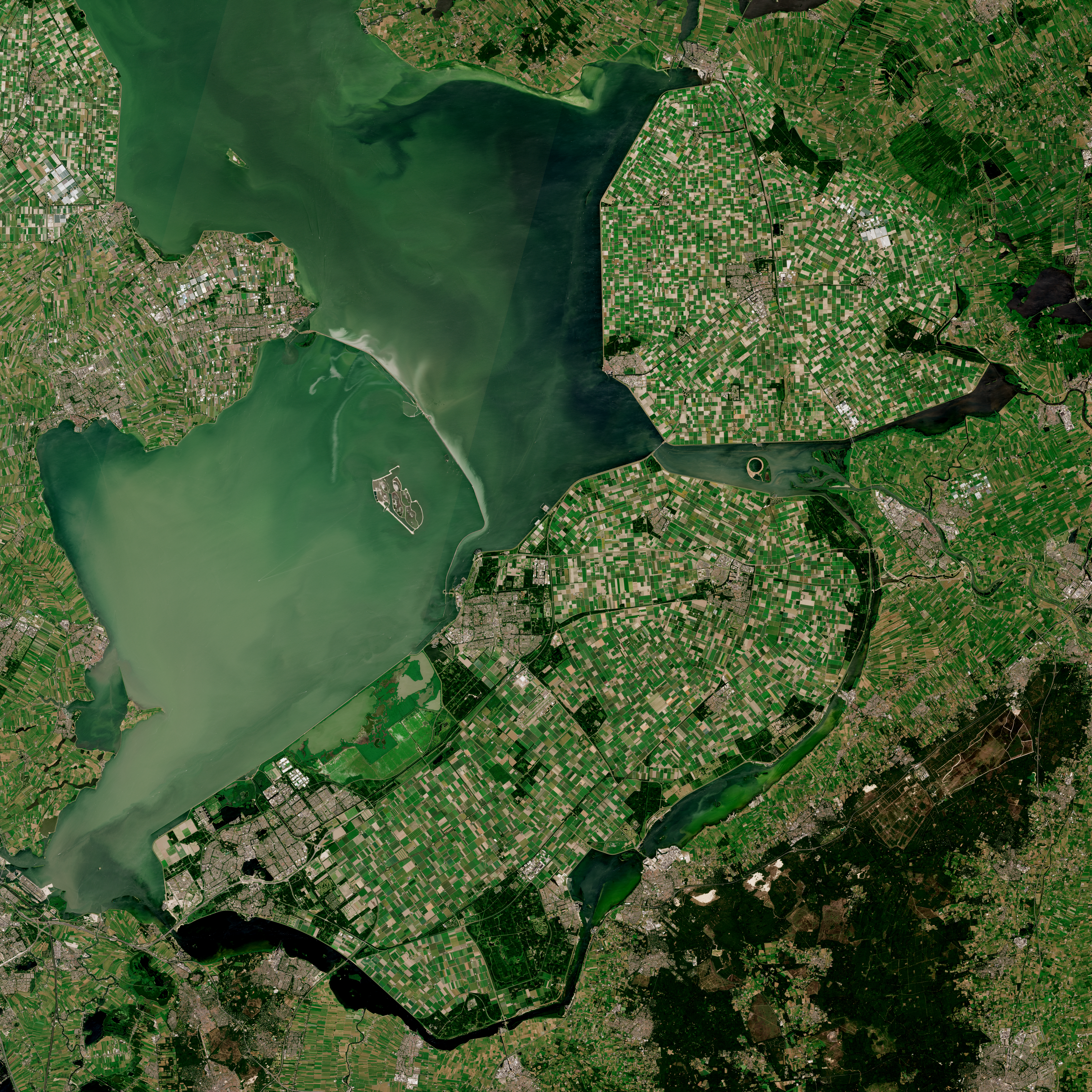
O Flevopolder, na Holanda, tem 970 km ^{2} (375 sq mi) e é a maior ilha formada por terras recuperadas do mundo.

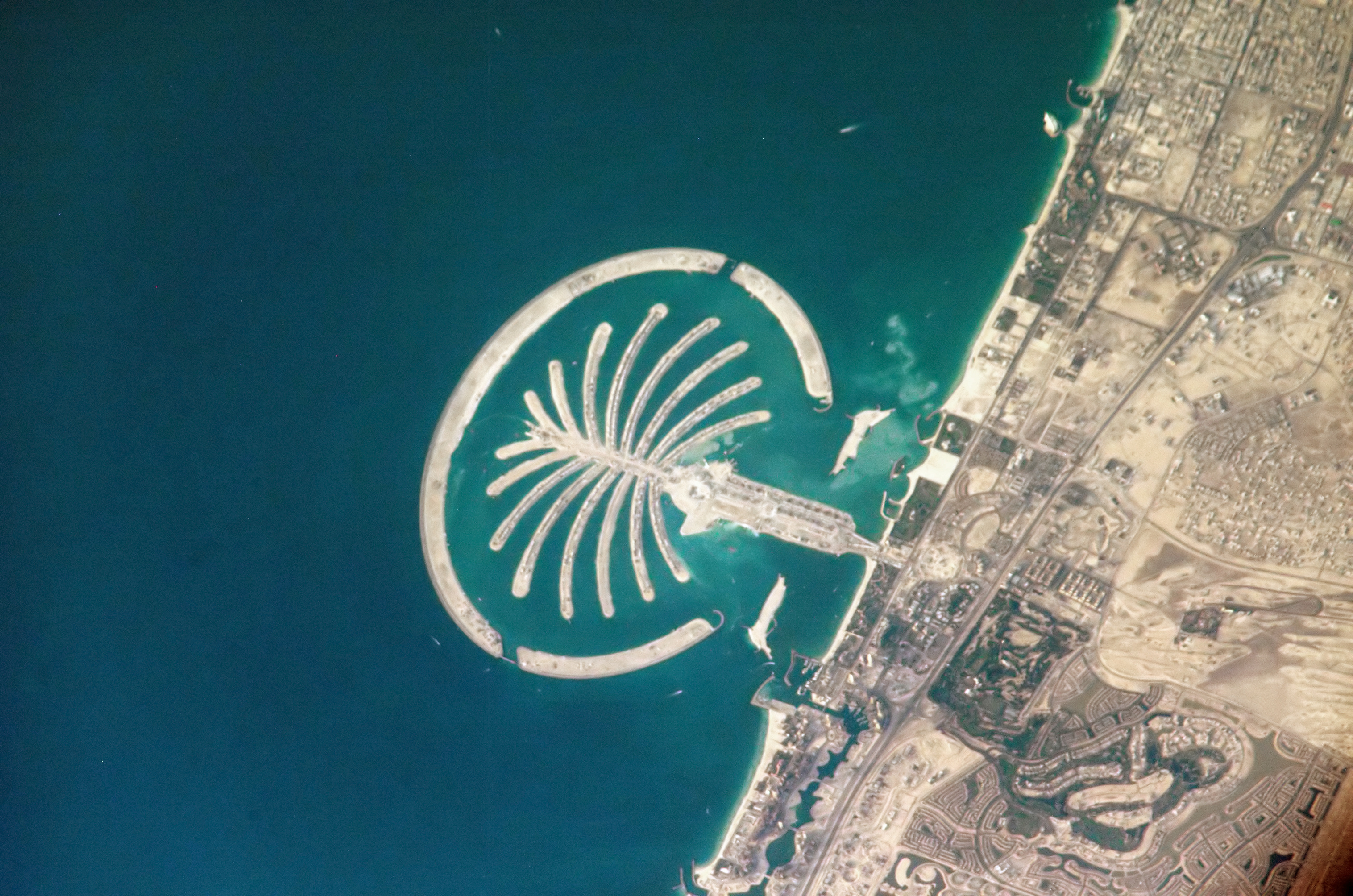
Palm Island, em Dubai: um exemplo de ilha artificial moderna.

Uma ilha artificial é uma ilha que foi formada pelo homem em vez de processos naturais. Geralmente, são construídas sobre um recife já existente ou como uma expansão de um ilhéu. Algumas estruturas modernas são construídas de maneira similar a uma plataforma petrolífera. Outro tipo de ilha artificial é formada pela isolação de uma determinada área pela construção de um canal. São utilizados, em sua construção, diversos meios e materiais, muitas vezes até bizarros, que incluem recifes existentes, dragagem de areia e pedra, aço inoxidável e até mesmo lixo.
Atualmente, as ilhas artificiais são geralmente formadas por recuperação de terras, mas também existem ilhas formadas ao isolar incidental um pedaço de terra existente para a construção do canal (por exemplo, Donauinsel, Ko Kret, e grande parte de Door County, em Wisconsin), ou inundações de vales que formam topos de antigas colinas que a água isola (por exemplo, Barro Colorado Island). Uma das maiores ilhas artificiais do mundo, a Ilha René-Levasseur, foi formada quando dois reservatórios adjacentes inundaram.

## História
Embora sejam muito associadas à modernidade, as ilhas artificiais na verdade existem há muito tempo em muitas partes do mundo, desde as ilhas recuperadas da civilização egípcia antiga, os crannogs Stilt do País de Gales pré-histórico, Escócia e Irlanda, os centros cerimoniais de Nan Madol, na Micronésia, e as ilhas flutuantes que ainda existem no Lago Titicaca. A cidade de Tenochtitlan, uma civilização asteca que antecedeu a Cidade do México, que abrigava 500.000 pessoas quando os espanhóis chegaram, ficava em uma pequena ilha natural no Lago Texcoco, com inúmeras ilhas artificiais de porcelana em volta.
O povo de Langa Langa Lagoon e Lau Lagoon, em Malaita, nas Ilhas Salomão, construiu cerca de 60 ilhas artificiais no recife, incluindo Funaafou, Sulufou e Adaege. Os moradores de Lau Lagoon constroem ilhas no recife para a proteção contra os ataques das pessoas que viviam no centro de Malaita. Essas ilhas foram formadas colocando uma rocha de cada vez. Uma família levava sua canoa até o recife que protege a lagoa e depois mergulhava para buscar rochas, trazia-as à superfície e depois voltava ao local selecionado para jogá-las na água. A vida no recife também era mais saudável, pois os mosquitos, que se proliferaram nos pântanos costeiros, não existiam nas ilhas do recife. O povo Lau vive ainda hoje nas ilhas do recife.
Muitas ilhas artificiais foram construídas em portos urbanos para isolamento da cidade ou apenas imóveis de reserva de outra forma que não são atingidos em uma metrópole lotada. Como um exemplo do primeiro caso, pode-se citar Dejima (ou Deshima), criado na baía de Nagasaki, no período Edo do Japão como um centro de contenção para comerciantes europeus. Durante a era isolacionista, os holandeses geralmente eram proibidos de entrar em Nagasaki e os japoneses em Dejima. Da mesma forma, Ellis Island, no Upper New York Bay, ao lado de Nova York, uma antiga ilhota que cresceu devido à recuperação de terras, serviu como um centro de imigração isolado para os Estados Unidos entre o final do século XIX e o início do século XX, o que impediu que aqueles cuja entrada foi recusada por doença ou outras falhas percebidas fujam para a cidade, que de outra forma poderiam ser tentadas à imigração ilegal. Uma das ilhas artificiais mais conhecidas é a Île Notre-Dame em Montreal, construída para a Expo 67.
Nas Ilhas Venetian, em Miami Beach, na Flórida, em Biscayne Bay, foram construídos novos imóveis valiosos durante o boom de terras na Flórida na década de 1920. Quando a bolha que estava sendo feita pelos desenvolvedores estourou, a baía ficou marcada com os restos de seu projeto fracassado. Uma empresa de desenvolvimento de cidades em expansão estava construindo um paredão para uma ilha que seria chamada de Isola di Lolando, mas não continuou em atividade após o furacão de Miami de 1926 e a Grande Depressão, o que impossibilitou o projeto de construção da ilha. As estacas de concreto do projeto continuam em pé enquanto aconteceu outro boom de desenvolvimento ao redor deles, 80 anos depois.

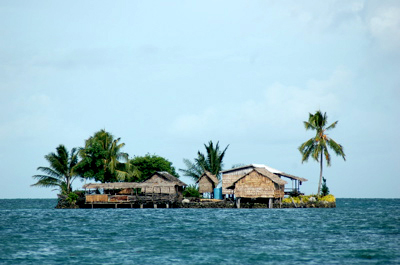
Reef Island ao norte de Malaita.

- Dejima, não permitido o contato direto próximo a Nagasaki
- 1927 estacas do paredão do fracassado projeto de construção da Isola di Lolando em Miami Beach, na Flórida1927 estacas do paredão do fracassado projeto de construção da Isola di Lolando em Miami Beach, na Flórida
- Our Lady of the Rocks (Gospa od Škrpjela) em Montenegro

## Maiores ilhas artificiais de acordo com seu tamanho (terras recuperadas)
| No. | Nome                                      | Tamanho (km2) | Localização               | Ano da Construção | Utilização                             |
| --- | ----------------------------------------- | ------------- | ------------------------- | ----------------- | -------------------------------------- |
| 1   | Flevopolder                               | 970           | Flevolândia,Países Baixos | 1968              | Cidades, agricultura                   |
| 2   | Aeroporto Internacional de Kansai         | 10,68         | Osaka, Japão              | 1994              | Aeroporto                              |
| 3   | Aeroporto Internacional de Hong Kong      | 9,4           | Hong Kong                 | 1998              | Aeroporto                              |
| 4   | Ilha do Porto                             | 8,33          | Kobe, Japão               | 1981              | Habitação                              |
| 5   | Aeroporto Internacional de Chūbu Centrair | 6,8           | Tokoname, Japão           | 2005              | Aeroporto                              |
| 6   | Ogizima                                   | 6,71          | Yokohama, Japão           | 1975              | Fábrica                                |
| 7   | Ilha Rokko                                | 5,8           | Kobe, Japão               | 1992              | Habitação                              |
| 8   | Ilha do Fundão                            | 5,23          | Rio de Janeiro,Brasil     | 1983              | Universidade Federal do Rio de Janeiro |
| 9   | Ilha Willingdon                           | 3,96          | Kochi, Índia              | 1936              | Porto, Base Naval                      |
| 10  | Donauinsel                                | 3,9           | Viena, Áustria            | 1988              | Controle de enchentes, área de lazer   |

## Impacto ambiental
É necessária uma grande quantidade de areia para a construção essas ilhas. A dragagem pode causar a movimentação da areia e seu acúmulo nos recifes, interrompendo a vida marinha. O aumento da quantidade de areia e partículas finas de sedimentos cria condições mais turvas, o que impede que os raios UV cheguem aos recifes de coral e causa a turbidez do coral (o que faz com que os corais absorvam mais material orgânico) e aumento da atividade bacteriana (mais bactérias nocivas penetram nos corais).
A construção das ilhas artificiais pode diminuir a área subaquática nas águas que estão em volta, o que leva à degradação do habitat para muitas espécies.

## Estatuto político
Conforme o tratado da Convenção das Nações Unidas sobre o Direito do Mar (UNCLOS), as ilhas artificiais não se classificam como obras portuárias (Artigo 11) e estão sob a jurisdição do estado costeiro mais próximo desde que estejam dentro de 200 nmi (370 km) (artigo 56.º). As ilhas artificiais não se classificam como ilhas por terem águas territoriais próprias ou zonas económicas exclusivas, apenas o Estado costeiro pode autorizar a sua construção (artigo 60.º); no entanto, em alto-mar fora da jurisdição nacional, qualquer "estado" tem o direito de construir ilhas artificiais (artigo 87).
A micronação não reconhecida chamada de Principado de Sealand (muitas vezes abreviada como "Sealand") está inteiramente em uma única ilha artificial.

## Galeria

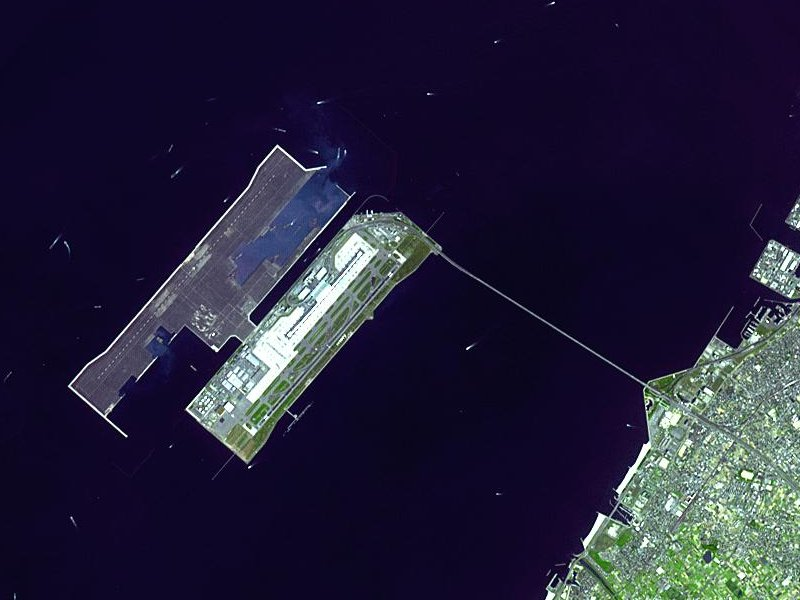
Uma vista do Aeroporto Internacional de Kansai do espaço
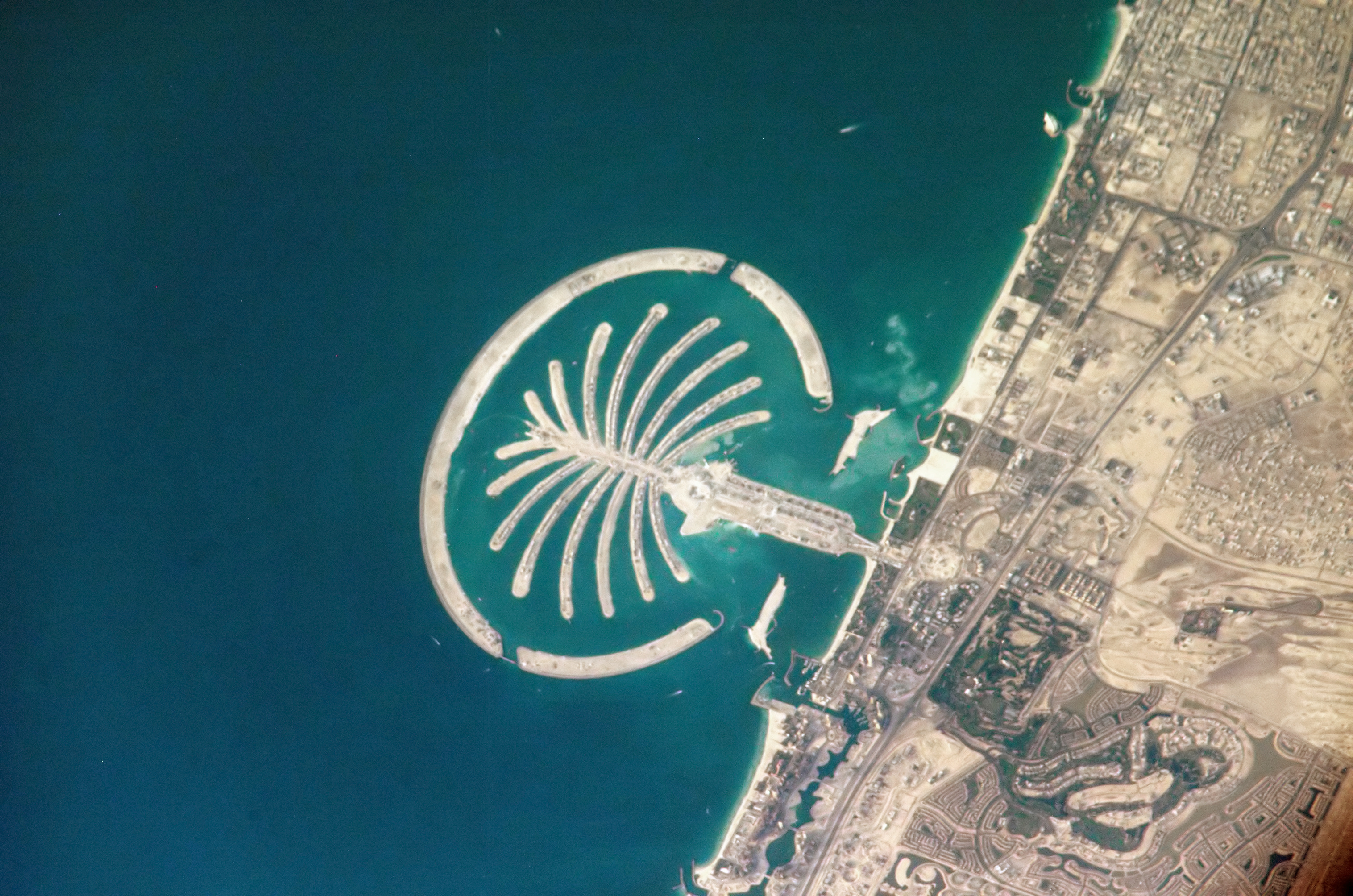
Palm Jumeirah, em Dubai
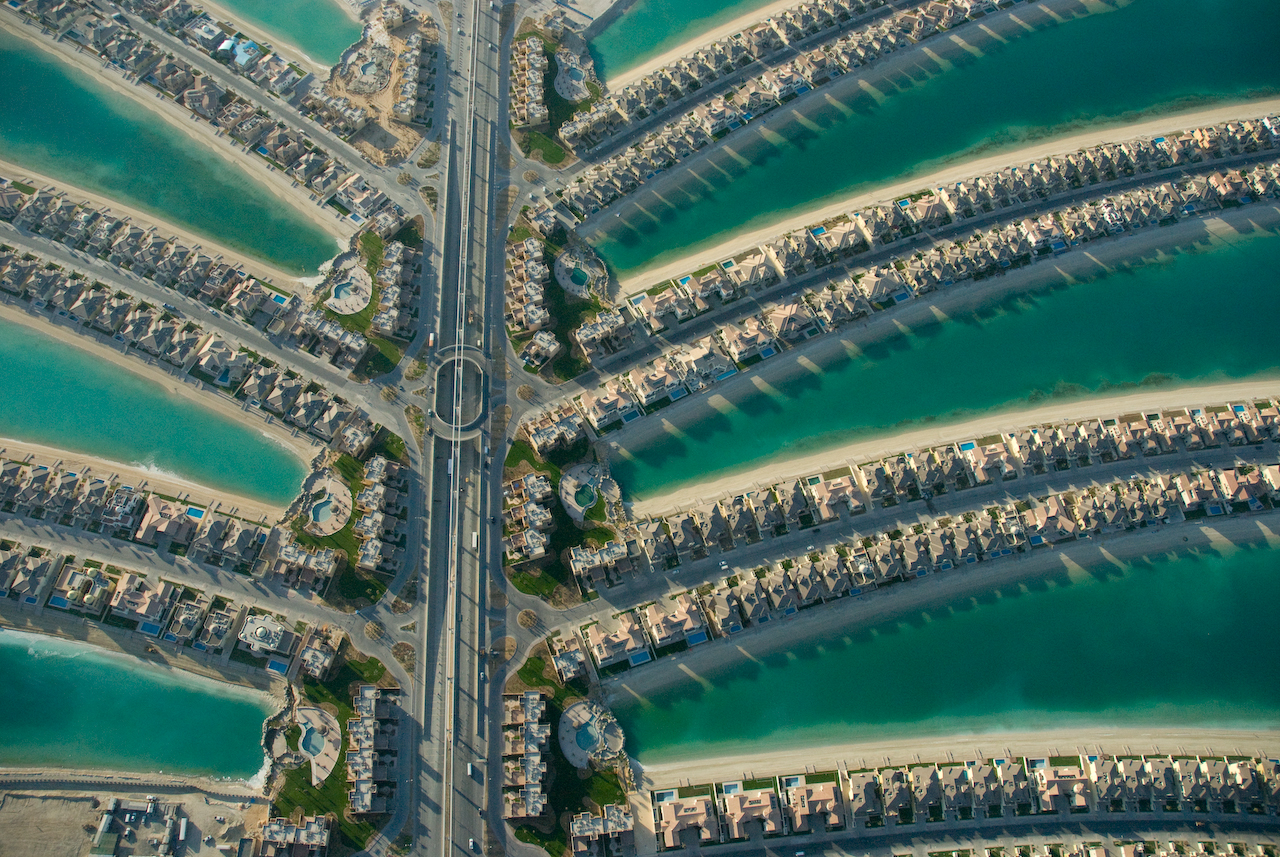
Uma visão mais próxima do Palm Jumeirah
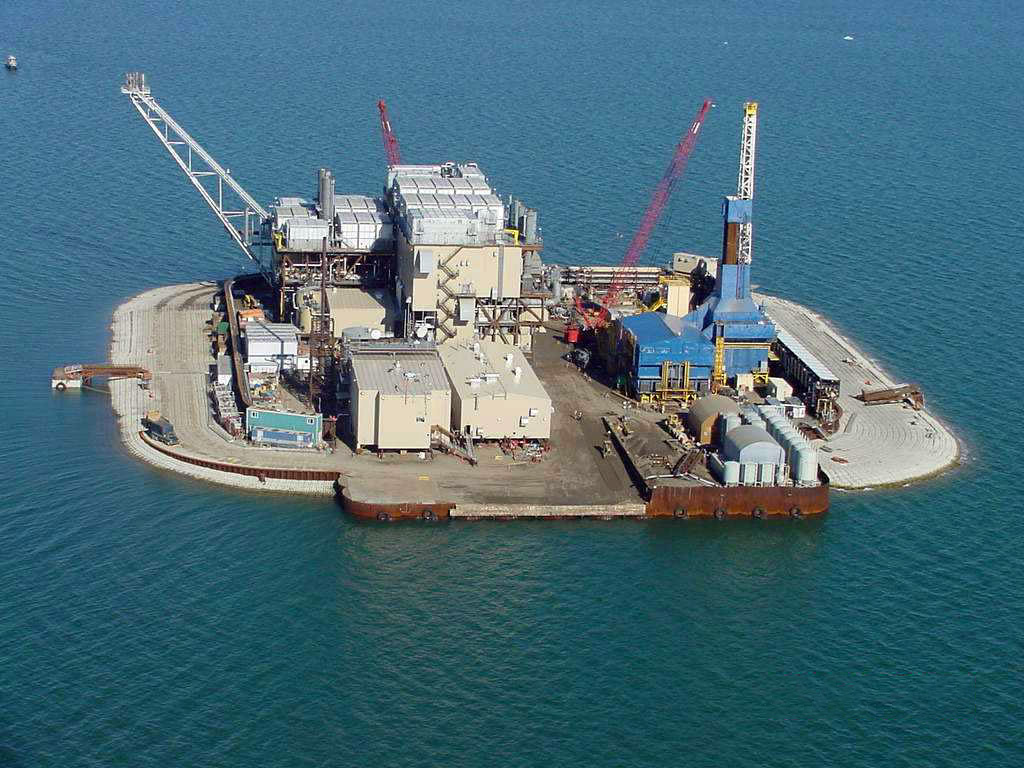
Northstar Island, uma ilha artificial para perfuração de petróleo no Mar de Beaufort
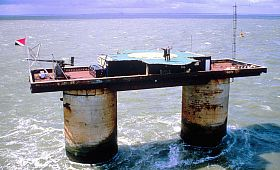
A ilha artificial Principado de Sealand, no Mar do Norte.